# Epeolus melectiformis
Epeolus melectiformis är en biart som beskrevs av Keizo Yasumatsu 1938. Epeolus melectiformis ingår i släktet filtbin, och familjen långtungebin. Inga underarter finns listade i Catalogue of Life.